# Bundesautobahn 655
Die Bundesautobahn 655 (Abkürzung: BAB 655) – Kurzform: Autobahn 655 (Abkürzung: A 655) – sollte im Rhein-Neckar-Raum vom Wormser Stadtzentrum über Ludwigshafen am Rhein und Mannheim nach Leimen bei Schwetzingen führen. Die Widmung als Bundesautobahn wurde allerdings verworfen. An Stelle der Autobahn verlaufen heute fast auf der ganzen Trasse mehrere Bundesstraßen. Das Teilstück zwischen dem Rheingönheimer Kreuz und Mannheim-Rheinau, welches eine Rheinbrücke enthalten hätte, wurde bislang nicht gebaut. Der Großteil der bestehenden Strecke ist vierspurig ausgebaut. Diese Abschnitte sind auch als Kraftfahrstraße ausgewiesen.

## Heute anstelle der A655 verlaufende Bundesstraßen
- von Worms bis zum Rheingönheimer Kreuz verläuft die B 9
- das Teilstück zwischen dem Rheingönheimer Kreuz und Mannheim-Rheinau wurde bislang nicht gebaut
- von Mannheim-Rheinau bis Schwetzingen/Oftersheim verläuft die B 36
- zwischen Oftersheim und Leimen verläuft die B 535, welche in einem autobahnähnlichen Dreieck in die B 3 mündet

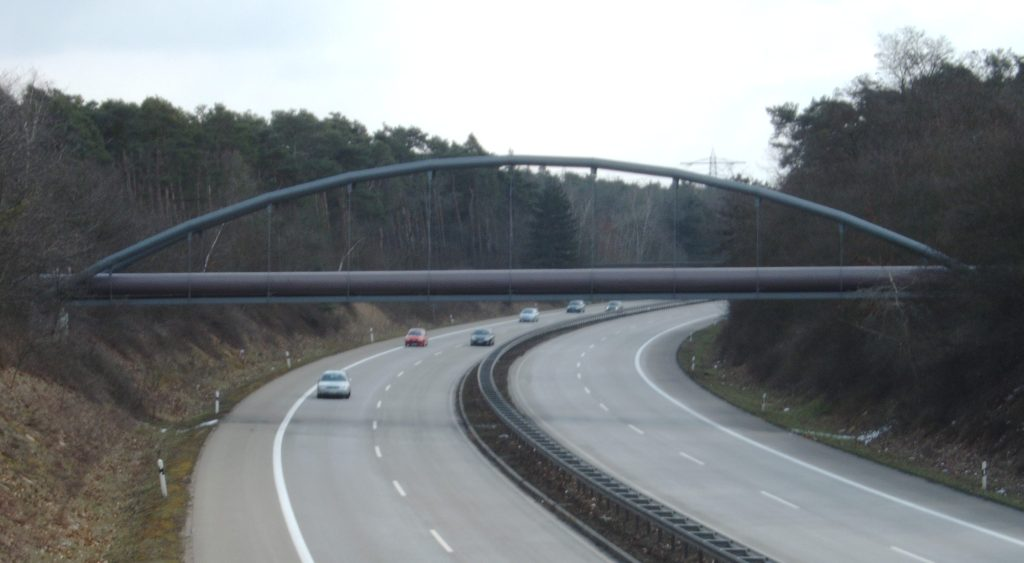
B 36 in Mannheim-Rheinau.